# 'Abd Allah al-Yafi
ʿAbd Allāh al-Yāfī (in arabo عبد الله اليافي‎?; Beyrut, 7 settembre 1901 – Beyrut, 4 novembre 1986) è stato un politico libanese.
Più volte Primo ministro del Libano tra il 1938 e il 1969, fu deputato sunnita di Beyrut.
Dopo aver studiato dai Gesuiti, seguì i corsi universitari di Giurisprudenza a Parigi (Francia) e fu il primo arabo a laurearsi nella prestigiosa università della Sorbona nel 1926, con una tesi sui diritti delle donne (La Condition privée de la femme dans le droit de l'Islam) e tali interessi gli furono particolarmente utili nel suo impegno civile e politico nella sua patria in favore del voto femminile, che riuscì a concretizzare quando era Primo ministro nel 1952.
Considerato una persona di retti e solidi principi morali e politici, fu osteggiato però dalla parte più retriva del mondo islamico libanese per le sue convinzioni femministe ma anche per essere un uomo troppo prono alla linea politica della Francia.
ʿAbd Allāh al-Yāfī fu per dodici volte Primo ministro del Libano: praticamente in ogni Gabinetto, eccezion fatta per quello formato da Fuad Shihab, verso il quale al-Yāfī aveva chiaramente espresso tutta la sua contrarietà per un militare ascendere alla Presidenza della Repubblica del Cedro.
Fu più volte ministro della Giustizia, del Tesoro, dell'interno, della Difesa, della pubblica istruzione e delle belle arti.
Si sposò con la damascena Hind al-ʿAẓm il 1º agosto del 1937 e da lei ebbe cinque figli.